# 戰略陰謀系列電影
《戰略陰謀》（英語：Sniper）是一系列美國戰爭動作片，由麥可·弗洛斯特·貝克納所創作，故事主要敘述美軍士兵得令並展開危險任務。第一部電影於1993年上映。

## 電影
| 標題                           | 發行日        | 導演                | 主演                                                                            |
| ------------------------------ | ------------- | ------------------- | ------------------------------------------------------------------------------- |
| 《戰略陰謀》                   | 1993年1月29日 | 路易士·羅沙         | 湯姆·貝林傑、比利·贊恩和J·T·華許                                                |
| 《戰略陰謀2》                  | 2002年3月11日 | 克瑞格·R·巴克斯里   | 湯姆·貝林傑、博金·伍德賓、陶馬許·普斯卡什和丹·巴特勒                            |
| 《戰略陰謀3》                  | 2004年9月28日 | P·J·皮斯            | 湯姆·貝林傑、文峰、丹尼斯·艾恩特和約翰·多曼                                     |
| 《戰略陰謀4》                  | 2011年4月26日 | 克羅迪歐·費         | 查德·麥可·柯林斯、比利·贊恩和理查·塞梅爾                                        |
| 《戰略陰謀5》                  | 2014年9月30日 | 唐·麥可·保羅        | 湯姆·貝林傑、查德·麥可·柯林斯和丹尼斯·赫柏特                                    |
| 《戰略陰謀：神鬼狙擊手》       | 2016年8月2日  | 唐·麥可·保羅        | 查德·麥可·柯林斯、比利·贊恩和丹尼斯·赫柏特                                      |
| 《戰略陰謀：終極獵殺》         | 2017年10月3日 | 克羅迪歐·費         | 查德·麥可·柯林斯、比利·贊恩和湯姆·貝林傑                                        |
| 《戰略陰謀：刺客末路》         | 2020年6月16日 | 凱雷·安德魯斯       | 查德·麥可·柯林斯、湯姆·貝林傑、秋元才加和萊恩·羅賓斯                            |
| 《戰略陰謀：失控任務》         | 2022年8月16日 | 奧利佛·湯普森       | 查德·麥可·柯林斯、萊恩·羅賓斯、秋元才加和丹尼斯·赫柏特                          |
| 《戰略陰謀：全球反應情報小隊》 | 2023年9月26日 | 奧利佛·湯普森       | 查德·麥可·柯林斯、萊恩·羅賓斯、丹尼斯·赫柏特和露娜·藤本                         |
| 《戰略陰謀：最後戰役》         | 2025年1月21日 | 丹妮什卡·埃斯特哈奇 | 查德·麥可·柯林斯、萊恩·羅賓斯、莎倫·泰勒、曼紐爾·羅德里奎茲-薩恩斯、阿諾·凡斯洛 |

## 備註
1. ↑  臺灣曾譯《火戰士》（DVD）。
2. ↑  臺灣曾譯《戰略陰謀》（DVD）。

## 外部連結
- 互联网电影数据库（IMDb）上《戰略陰謀》的资料（英文）
- 互联网电影数据库（IMDb）上《戰略陰謀2》的资料（英文）
- 互联网电影数据库（IMDb）上《戰略陰謀3》的资料（英文）
- 互联网电影数据库（IMDb）上《戰略陰謀4》的资料（英文）
- 互联网电影数据库（IMDb）上《戰略陰謀5》的资料（英文）
- 互联网电影数据库（IMDb）上《戰略陰謀：神鬼狙擊手》的资料（英文）
- 互联网电影数据库（IMDb）上《戰略陰謀：終極獵殺》的资料（英文）
- 互联网电影数据库（IMDb）上《戰略陰謀：刺客末路》的资料（英文）
- 互联网电影数据库（IMDb）上《戰略陰謀：失控任務》的资料（英文）
- 互联网电影数据库（IMDb）上《戰略陰謀：全球反應情報小隊》的资料（英文）
- 互联网电影数据库（IMDb）上《戰略陰謀：最後戰役》的资料（英文）